# Barice
Barice es un pueblo de la municipalidad de Donji Vakuf, en el cantón de Bosnia Central, Bosnia y Herzegovina.

## Superficie
Posee una superficie de 5,22 kilómetros cuadrados.

## Demografía
Hasta 2013 la población era de 26 habitantes, con una densidad de población de 5 habitantes por kilómetro cuadrado.